# ヘリコプターペアレント
ヘリコプターペアレント (英: helicopter parent、cosseting parent、または、cosseter) とは、特に教育機関における、子ども自身のことや、その経験、問題に対し、過剰なまでの注意を払う親を指す。この名称は、ヘリコプターのように「頭上をホバリング」し、子どもの生活のあらゆる側面を絶えず監視している様子から名付けられた。ヘリコプターペアレントは、社会的交流を含めた生活のあらゆる面において、子供を厳格に監督することが知られている。結果としては子供の成長にマイナスになる可能性があり、「1人で問題解決ができない」、「自分を好きになれない」、「ネガティブ思考」、「精神的に不安定になりやすい」という問題が生じうる。

## 語源
この比喩的フレーズは、ハイム・ギノット博士の1969年のベストセラー著書「Between Parent & Teenager」の中で、10代の子どもが「母は僕の上をヘリコプターのようにホバリングして…」と不満を訴える話として登場した。
1980年代後半には「ヘリコプターペアレント」の用語として使用されている。最初のミレニアム世代が大学に通う年代に達した2000年代初頭、アメリカの学校管理者が使用し始め、広く普及した。ベビーブーマー世代の両親は、毎朝子どもが授業に遅れないよう電話をかけて起こし、子どもが受けた評定について教授へ不平を訴えるといった行為で悪評を買っていた。サマーキャンプの職員も、これらの両親からの同様の事例を報告している。

## 特徴
The Chronicle of Higher Educationによれば、ヘリコプターペアレントは、成人した子どものロー・スクールやビジネススクールなどへの大学院レベルの進学に対しても干渉し続けることが報告されている。また、子どもの就労後も、ヘリコプターペアレントが職場に現れる、上司に電話をして子どもの主張を代弁する、給料の交渉を行うといった事例が人事担当者からの報告として挙がっている。
世代別人口統計学者ニール・ハウは、ヘリコプターペアレントの子育てを、ミレニアム世代の子どもを持つ、ベビーブーム世代の親による子育てスタイルであるとし、ジェネレーションX世代の親とは異なるスタイルであると説明している。ハウは、ジェネレーションX世代の親の子育てスタイルについて、些細な問題については放置するものの、重大な問題の発生については警告なく激しい攻撃をすることから「ステルス戦闘機ペアレント (stealth-fighter parents) 」と表現しており、これらの親が攻撃をしてきたとき、より強く干渉してくる可能性があると述べている。
ヘリコプターペアレントは「子どものために成功への道を切り開き、その道を歩んでいること」を確認しようと行動する。また、こういった親の増加は、2つの社会的変化との一致が見られる。1つ目は、1990年代の低い失業率と高い可処分所得で比較的景気が良かったことであり、2つ目は、子供への危険が増大しているという社会一般の認識である。ただし、フリーレンジの子育てを提唱したレノア・スクナージは、この認識を妄想に根差していると批判している。

### 中国
中国では子どもの入学へ何時間もかけて帯同する親も多く、天津大学では、そういった両親に対し、宿泊場所を提供する「愛のテント」と呼ばれる施設を設営している。また、他にも体育館に就寝用のマットを敷くといった対応をする大学もある。中国のこういった過保護なヘリコプターペアレントの増大は、背景に一人っ子政策が関係しているとする意見がある。

## 影響
ジョージア大学のリチャード・マレンドア教授は、携帯電話の普及がヘリコプターペアレントへ影響しているとし「携帯電話は世界最長のへその緒」であると述べた。
「The Gerontologist」に掲載の世代間研究は、教育者や人気のマスメディアが、成長した子どもの上をホバリングするヘリコプターペアレントを嘆くことについて「複雑な経済的、社会的要求が、ベビーブーマー世代の親から生まれた子どもの成長への足掛かりを阻害している」とヘリコプターペアレントの支援が有益である可能性について主張した。
クレア・アシュトン＝ジェームズは、両親に関する国際比較調査において、ヘリコプターペアレントは、より高いレベルの幸福感を示すことを結論付けた。また、いくつかの研究では、過保護、高圧的、また支配的な親は、子どもたちに長期的なメンタルヘルスの問題を生じさせることを示唆している。ユニヴァーシティ・カレッジ・ロンドンによれば、こういったメンタルヘルスの問題は生涯にわたり続く可能性があり、その影響は個人の死別の経験に匹敵する衝撃であるとしている。 医学研究審議会は「心理的なコントロールは、子どもの自立を抑制し、自らの行動の制御する能力を低下させる」と論じた。
2019年、ミシガン大学のC.Sモット小児病院によって行われた子どもの健康に関する世論調査によれば、調査対象となった親の4分の1は、責任感を高めるための、時間と労力を要する経験の不足が、その子どもの自立への主な障壁であると述べている。それにも関わらず、約900人の親を対象とした全国調査では、14歳から18歳の子どもを持つヘリコプターペアレントを自覚した親の多くが、自らが処理した方が簡単に片付くため子供に物事の処理をさせなかったと回答した。
ヘリコプターペアレントである親やその支持者からの、制限的で力強い子育てスタイルが、規律を身につけさせる可能性があるとの主張に対し、アナリストからは、そのような形態の子育てが10代の反抗期を招き、20代の反抗期にまで及ぶ可能性が実証されていると述べられている。
北京師範大学の研究では、親の過保護は子供のリーダーシップ能力へ悪影響を及ぼすことが分かった。また、別の大学の研究では、ヘリコプターペアレントの子育ては、感情面への問題をもたらし、意思決定の困難さに影響を与え、学業成績の低下を招いていることを示している。